# Architektura ČSR (časopis)
Časopis Architektura ČSR se zabýval architekturou z českého úhlu pohledu. Byl vydáván v letech 1938-1990 s přestávkou v letech 1942-1945. Jeho dlouhodobým redaktorem byl Oldřich Starý. Navazoval na časopisy Stavba, Stavitel a Styl.  Za jeho protějšek v tehdejším Československu lze považovat slovenský časopis Projekt.